# Kasba Lake
Kasba Lake (franska: Lac Kasba) är en sjö i Kanada. Den ligger i Territorierna Northwest Territories och Nunavut, i den centrala delen av landet. Kasba Lake ligger 336 meter över havet och arean är 1 341 kvadratkilometer. Trakten ingår i den boreala klimatzonen.